# Жан Паул
Жан Паул (на немски: Jean Paul), всъщност Йохан Паул Фридрих Рихтер (на немски: Johann Paul Friedrich Richter) е немски писател, чието творчество се развива между епохите на Просвещението и Романтизма. Променя своето първо име заради голямото си преклонение пред швейцарския философ и писател Жан-Жак Русо. На Жан Паул принадлежи литературното понятие „мирова скръб“ (на немски: Weltschmerz).

## Биография
Жан Паул е роден на 21 март 1763 в баварското градче Вунзидел в семейството на учител и органист, впоследствие пастор. Протестантската атмосферата на дома изпълва детството му. Жан Паул рано се увлича от идеите на Просвещението. Като самоук още на 15-годишна възраст притежава обширни познания за книги и литература, като си прави записки в много тетрадки. След смъртта на бащата семейството задълго изпада в тежко материално затруднение.
През 1781 г. Жан Паул следва теология в Лайпцигския университет, но желанието му да стане писател надделява. След първи литературни опити започва да пише сатири в стила на Джонатан Суифт, които, събрани в книга, излизат през 1783 г. като „Гренландски процеси“. На следващата година обаче Жан Паул е принуден да бяга от своите кредитори и като „провален човек“ се завръща в Хоф в дома на майка си. (Чувствата си от това време описва по-късно в романа „Зибенкез“ (1796 – 1977)). Наред с потискащата оскъдица през тези години Жан Паул е угнетен от смъртта на свой близък приятел и от самоубийството на брат си Хайнрих през 1789 г. Едва когато си намира място като частен учител, бедственото му положение постепенно се облекчава.

## Творчество
Писателският успех на Жан Паул започва през 1793 г. с романа му „Невидимата ложа“. След като предишните си творби е подписвал с псевдонима Й.З.Ф. Хазус, тук той за първи път използва името Жан Паул пореди възхищението си от Жан-Жак Русо. Истинска слава му донася биографичният роман „Хеспер или 45 дни на пощенските кучета“ (1795). Успехът е толкова голям, че нареждат творбата му непосредсдтвено след „Страданията на младия Вертер“ от Гьоте. Йохан Готфрид фон Хердер, Кристоф Мартин Виланд и други видни писатели са във възторг от романа, макар че самият Гьоте и Фридрих Шилер не го одобряват.
По покана на своята почитателка Шарлоте фон Калб през 1796 г. Жан Паул отива във Ваймар. В този книжовен център го приемат с уважение, но отношението му към класиците Гьоте и Шилер остава хладно и дистанцирано. Междувременно Жан Паул създава редица творби, които утвърждават неговата литературна значимост. Във Ваймар той се увлича в много любовни авантюри, които ще го съпровождат през целия му живот. Накрая по думите му „не може да избяга от съдбата си“ и през 1801 г. се жени за Каролине Майер, с която се е запознал при пътуването си в Берлин.
В Берлин Жан Паул достига върха на литературната си слава: пруската кралица Луиза се оказва възторжена читателка на неговите творби. Това подтиква Жан Паул през 1800 г. изцяло да се пресели в Берлин, където се сприятелява с братята Аугуст и Фридрих Шлегел, както и с Лудвиг Тик и Йохан Готлиб Фихте.
От върха на успеха Жан Паул започва постепенно да губи позициите си – следващите му романи „Титан“ (1800 – 1803) и „Хлапашки години“ (1804 – 1805) вече не предизвикват предишния ентусиазъм сред читателите, макар точно тези романи днес да са смятани за най-значимите му творби.
През 1804 г. Жан Паул се преселва с жена си и двете си деца в Байройт. Тук води уединен живот, прекъсван само от някои пътувания, например в Бамберг, където посещава Е.Т.А. Хофман, и в Хайделберг, където през 1817 г. по предложение на Хегел му се присъжда титлата „почетен доктор“. Политическите му изявления намират жив отзвук особено сред патриотично настроеното студентство. Жан Паул се превръща във водеща фигура сред немските студентски корпорации. При посещенията му в Хайделберг и Щутгарт дори го обявяват за „любим поет на немската нация“.
Последните години на Жан Паул са белязани от болести. През 1823 г. той заболява от катаракта (перде) и постепенно ослепява. През 1825 г. се добавя и воден пневмоторакс, от който умира на 14 ноември същата година. Погребан е в градското гробище на Байройт.
Още през 1820 г. Баварската академия на науките го е избрала за свой член.

## Литературно значение
Жан Паул заема в немската литература особено място и винаги е раздвоявал читателската си публика. При едни жъне обожание, а при други предизвиква недоумение и липса на интерес. Жан Паул довежда до крайност разтичащата се безформеност на романа при романтиците. Аугуст Шлегел нарича творбите му „монолози“, в които читателят трябва да участва (като преувеличение на започнатото от Лорънс Стърн в „Тристрам Шанди“).
Жан Паул непрестанно играе с множество остроумни и комични хрумвания. Неговите творби са белязани от дива образност и криволичещи, понякога напомнящи лабиринт действия. В тях писателят смесва свои размишления с поетологически коментари, остроумната ирония внезапно преминава в горчива сатира или в лек хумор, трезвият реализъм често се преобразява в иронично заострени идилии, наред със социалната критика са включени и политически изявления.
Романите на Жан Паул се ценят особено от читателките. Това се дължи преди всичко на емпатията, с която писателят обрисува женските персонажи в произведенията си. Никога преди това в немската литература не са били изобразявани женски характери с такава психологическа дълбочина. Въпреки това понякога Жан Паул се представя и като забавен женомразец. Неговите творби често свидетелстват как той се интересува не само от литературата, но също от астрономията и други науки.
Както Просвещението, така и метафизиката са за Жан Паул вече провалени, но в същото време намират място в неговите възгледи. Така той достига до светоглед без илюзии, до изпълнено с хумор примирение. Добавя се и това, че Жан Паул е сред първите застъпници за философията на Артур Шопенхауер.
В творбите си Жан Паул не се опитва да внушава идеи, а желае да изобрази човешкото щастие. Той първи въвежда в литературата мотива за „двойника“ и го пресъздава в многообразни варианти.

## Признание
- В чест на писателя е учредена Голямата баварска литературна награда „Жан Паул“.
- Бюст на Жан Паул е поставен в Залата на славата в Мюнхен.
- В много градове на Германия името на Жан Паул носят улици, площади и училища.
- Астероид 14365 е наречен на Жан Паул.